# Лавланд Парк (Охајо)
Лавланд Парк (енгл. Loveland Park) насељено је место без административног статуса у америчкој савезној држави Охајо.

## Демографија
По попису из 2010. године број становника је 1.523, што је 276 (-15,3%) становника мање него 2000. године.
| Група             | 2000.         | 2010.         |
| Белци             | 1.727 (96,0%) | 1.436 (94,3%) |
| Афроамериканци    | 16 (0,9%)     | 11 (0,7%)     |
| Азијати           | 23 (1,3%)     | 17 (1,1%)     |
| Хиспаноамериканци | 14 (0,8%)     | 39 (2,6%)     |
| Укупно            | 1.799         | 1.523         |